# 中村一生
中村 一生（なかむら いっせい、1982年4月2日 - ）は、東京都江戸川区出身の元プロ野球選手（外野手）、コーチ。右投右打。

## 来歴・人物

### プロ入り前
東海大学付属浦安高等学校時代の3年時の夏に第82回全国高等学校野球選手権大会へ千葉県代表として出場。「5番・中堅手」として、チームの準優勝に貢献した。
高校卒業後に国際武道大学へ進学。広い守備範囲と俊足を武器に1番打者として千葉県大学リーグで3年秋にMVP、4年春ベストナインを受賞。
2004年のプロ野球ドラフト会議で、中日ドラゴンズから7巡目指名を受け、契約金5,000万円、年俸1,000万円（金額は推定）で仮契約を結んだ。背番号は「51」。国際武道大学野球部の選手がNPBの球団と契約した事例は、高橋光信に次いで2人目であった。

### 中日時代

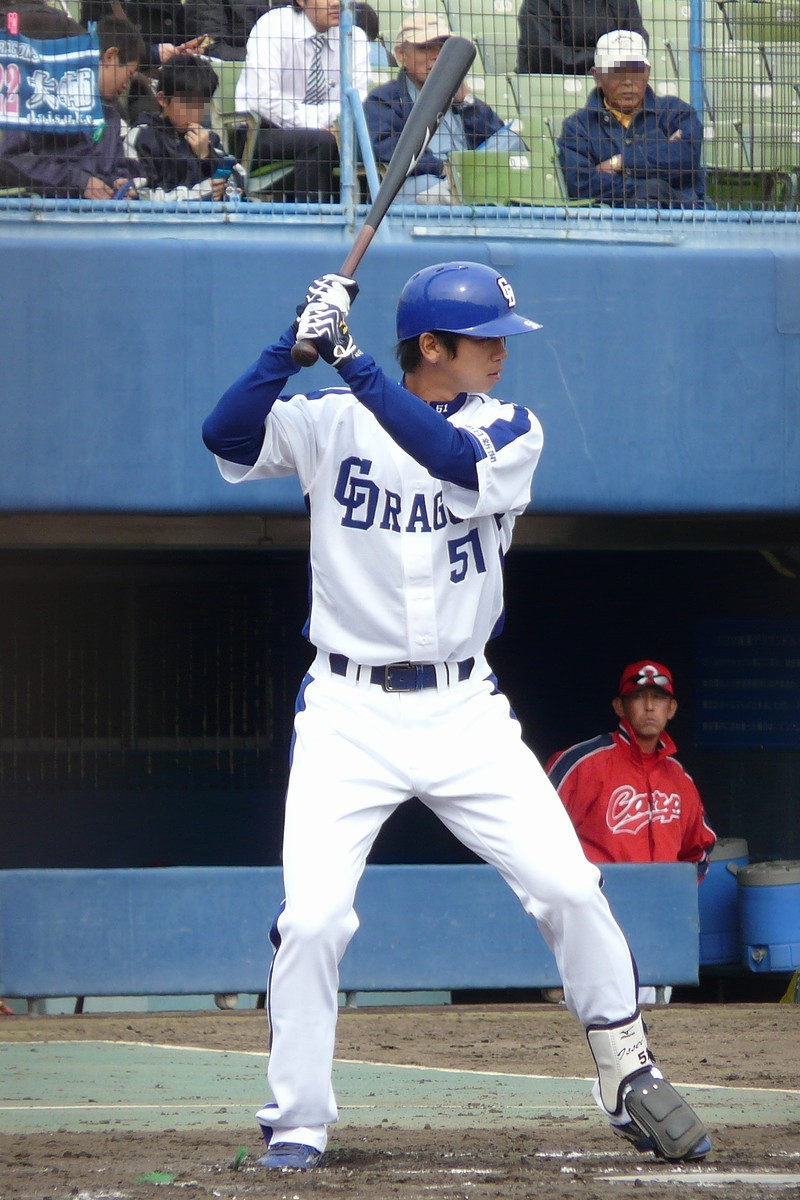
中日時代（2009年7月16日、ナゴヤ球場）

2005年から2007年までは、一軍公式戦への出場機会がなかった。ただし、2006年のフレッシュオールスターゲームには、ウエスタン・リーグ選抜の一員として出場。本塁打を含む2安打を放ち、優秀選手に選ばれた。
2008年はプロ入り後初めて一軍へ昇格。一軍公式戦9試合の出場で、打率.333（9打数3安打）、2打点を記録したほか、2本の二塁打を放った。9月には、5歳年上の女性と結婚。チームがレギュラーシーズン3位で臨んだクライマックスシリーズにも、守備要員として一軍に帯同した。
2009年は春季キャンプを一軍で過ごしながら、公式戦の開幕を二軍で迎えた。7月にシーズン初の一軍昇格を果たすと、7月17日の対横浜ベイスターズ戦（横浜スタジアム）で一軍初本塁打を放つなど、公式戦10試合に出場。打率.313、2打点、4得点という成績を残した。
2010年は一軍公式戦7試合に出場したが、4打数無安打に終わり、2011年は一軍昇格の機会がないまま、シーズン終了後の11月11日に戦力外通告を受けた。

### オリックス時代
2011年12月19日にオリックス・バファローズが獲得を発表した。背番号は「63」。
2012年は公式戦の開幕を二軍で迎えた。正中堅手の坂口智隆が5月17日の対巨人戦（東京ドーム）で負傷したことから、19日に移籍後初の出場選手登録。23日の対阪神タイガース戦で岩田稔から一軍で3年振りの本塁打を放つと、31日の対中日戦（いずれも京セラドーム大阪）では3番打者としてスタメンに起用された。代走、外野の守備要員、左投手の先発が予想される試合でのスタメン要員として、シーズン終盤まで一軍に帯同した。一軍公式戦には、通算で62試合に出場。中日時代を上回る11安打6打点を記録した。
2013年は一軍公式戦34試合に出場。打席数（37）が前年から半分近く減った一方で、移籍後初の盗塁を記録したほか、打率を.265にまで上げた。
2014年は左投手の先発が予告された一軍公式戦でスタメンに起用されたが、左投手との対戦打率は.146にとどまった。それでも、外野のバックアップ要員として一軍に帯同し続けた。
2015年は代走や守備要員としての起用を中心に、一軍公式戦でプロ入り後自己最高の67試合に出場。打席数（38）が前年からほぼ半減したほか、打率も.200にとどまったが、5打点を挙げた。その一方で、走塁面では、盗塁刺数（6）が盗塁数（2）を上回った。
2016年は5月14日の対福岡ソフトバンクホークス戦（ほっともっとフィールド神戸）で、7回裏に四球で出塁したブレント・モレルの代走として出場。8回表から中堅の守備に就くと、同点の延長10回裏2死1・2塁で迎えた第2打席で、ロベルト・スアレスから二塁打を放った。中村にとっては野球人生で初めてのサヨナラ安打でもあったが、一軍公式戦での安打はこの1本にとどまった。公式戦への出場も移籍後最少の7試合にとどまり、シーズン終了後の10月2日に球団から戦力外通告を受けた。12月2日、自由契約公示された。他球団での現役続行を視野に12球団合同トライアウトへ参加する意向を示していたが、オリックスからコーチ就任の打診を受け、現役を引退。

### 現役引退後
2016年10月27日にオリックスバファローズの一軍外野守備走塁コーチに就任することが発表されたが、2017年、シーズン最終戦翌日の10月10日に来年度の契約更新を行わない旨を通告された。
2018年1月より兵庫県明石市の「ピエンサベースボールアカデミー」でコーチとして勤務。2019年7月に「中村一生ベースボールスクール」を開設し、神奈川県内の野球場やバッティングセンターにて少年野球の指導に当たった。2021年5月に神奈川県寒川町に室内練習場を構え「ISSEYS′BASEBALL」をオープン。小中学生の指導に当たっている。

## 選手としての特徴
高い身体能力を生かした守備力が持ち味。意外性のある長打力を持ち、二塁打も多く、オリックス時代は岡田、森脇、福良それぞれの監督に重宝されていた。

## 詳細情報

### 年度別打撃成績
| 年 度    | 球 団      | 試 合 | 打 席 | 打 数 | 得 点 | 安 打 | 二 塁 打 | 三 塁 打 | 本 塁 打 | 塁 打 | 打 点 | 盗 塁 | 盗 塁 死 | 犠 打 | 犠 飛 | 四 球 | 敬 遠 | 死 球 | 三 振 | 併 殺 打 | 打 率 | 出 塁 率 | 長 打 率 | O P S |
| -------- | ---------- | ----- | ----- | ----- | ----- | ----- | -------- | -------- | -------- | ----- | ----- | ----- | -------- | ----- | ----- | ----- | ----- | ----- | ----- | -------- | ----- | -------- | -------- | ----- |
| 2008     | 中日       | 9     | 11    | 9     | 0     | 3     | 2        | 0        | 0        | 5     | 2     | 0     | 0        | 0     | 0     | 2     | 0     | 0     | 1     | 0        | .333  | .455     | .556     | 1.010 |
| 2009     | 中日       | 10    | 18    | 16    | 4     | 5     | 0        | 0        | 1        | 8     | 2     | 0     | 0        | 0     | 1     | 1     | 0     | 0     | 5     | 0        | .313  | .333     | .500     | .833  |
| 2010     | 中日       | 7     | 4     | 4     | 2     | 0     | 0        | 0        | 0        | 0     | 0     | 1     | 0        | 0     | 0     | 0     | 0     | 0     | 3     | 0        | .000  | .000     | .000     | .000  |
| 2012     | オリックス | 62    | 60    | 54    | 8     | 11    | 4        | 0        | 1        | 18    | 6     | 0     | 1        | 2     | 1     | 2     | 0     | 1     | 24    | 0        | .204  | .241     | .333     | .575  |
| 2013     | オリックス | 34    | 37    | 34    | 3     | 9     | 3        | 0        | 0        | 12    | 1     | 2     | 1        | 0     | 0     | 3     | 0     | 0     | 14    | 1        | .265  | .324     | .353     | .677  |
| 2014     | オリックス | 62    | 64    | 57    | 13    | 14    | 5        | 0        | 0        | 19    | 4     | 5     | 2        | 2     | 1     | 4     | 0     | 0     | 11    | 0        | .246  | .290     | .333     | .624  |
| 2015     | オリックス | 67    | 38    | 35    | 6     | 7     | 3        | 0        | 0        | 10    | 5     | 2     | 6        | 3     | 0     | 0     | 0     | 0     | 8     | 0        | .200  | .200     | .286     | .486  |
| 2016     | オリックス | 7     | 5     | 5     | 1     | 1     | 1        | 0        | 0        | 2     | 1     | 0     | 0        | 0     | 0     | 0     | 0     | 0     | 1     | 0        | .200  | .200     | .400     | .600  |
| NPB：8年 | NPB：8年   | 258   | 237   | 214   | 37    | 50    | 18       | 0        | 2        | 74    | 21    | 10    | 10       | 7     | 3     | 12    | 0     | 1     | 67    | 1        | .234  | .274     | .346     | .620  |

### 年度別守備成績
| 年 度 | 外野  | 外野  | 外野  | 外野  | 外野  | 外野     | 一塁  | 一塁  | 一塁  | 一塁  | 一塁  | 一塁     |
| 年 度 | 試 合 | 刺 殺 | 補 殺 | 失 策 | 併 殺 | 守 備 率 | 試 合 | 刺 殺 | 補 殺 | 失 策 | 併 殺 | 守 備 率 |
| ----- | ----- | ----- | ----- | ----- | ----- | -------- | ----- | ----- | ----- | ----- | ----- | -------- |
| 2008  | 8     | 8     | 0     | 0     | 0     | 1.000    | -     | -     | -     | -     | -     | -        |
| 2009  | 9     | 15    | 2     | 0     | 0     | 1.000    | -     | -     | -     | -     | -     | -        |
| 2010  | 7     | 2     | 0     | 0     | 0     | 1.000    | -     | -     | -     | -     | -     | -        |
| 2012  | 58    | 46    | 1     | 0     | 0     | 1.000    | -     | -     | -     | -     | -     | -        |
| 2013  | 33    | 20    | 0     | 0     | 0     | 1.000    | -     | -     | -     | -     | -     | -        |
| 2014  | 54    | 91    | 3     | 0     | 0     | .974     | 1     | 1     | 0     | 0     | 1     | 1.000    |
| 2015  | 54    | 44    | 1     | 1     | 0     | .978     | -     | -     | -     | -     | -     | -        |
| 2016  | 6     | 2     | 0     | 0     | 0     | 1.000    | -     | -     | -     | -     | -     | -        |
| 通算  | 229   | 228   | 7     | 1     | 0     | .996     | 1     | 1     | 0     | 0     | 1     | 1.000    |

### 記録
- 初出場：2008年8月3日、対読売ジャイアンツ15回戦（ナゴヤドーム）、8回表に右翼手で出場
- 初打席・初安打：同上、8回裏にセス・グライシンガーから左翼線二塁打
- 初打点：2008年8月24日、対読売ジャイアンツ17回戦（東京ドーム）、9回表に藤田宗一から左翼線へ2点適時二塁打
- 初先発出場：2009年7月12日、対広島東洋カープ12回戦（ナゴヤドーム）、7番・右翼手で先発出場
- 初本塁打：2009年7月17日、対横浜ベイスターズ10回戦（横浜スタジアム）、9回表に石井裕也から左越ソロ
- 初盗塁：2010年8月17日、対読売ジャイアンツ16回戦（ナゴヤドーム）、7回裏に二盗（投手：野間口貴彦、捕手：鶴岡一成）

### 背番号
- 51 （2005年 - 2011年）
- 63 （2012年 - 2016年）
- 86 （2017年）